# Costanza Fiorentini
Costanza Fiorentini (Roma, 25 novembre 1984) è una sincronetta italiana, prima atleta a vincere le 4 specialità (solo, duo, squadra, libero combinato) ad un campionato italiano assoluto. Ha partecipato a 5 edizioni dei campionati Mondiali di Nuoto, Barcellona 2003- Montréal 2007- Melbourne 2007- Roma 2009- Shangai 2001.

## Carriera
Ha partecipato a 5 edizioni dei Campionati Mondiali: Barcellona 2003, Montreal 2005, Melbourne 2007, Roma 2009 e Shanghai 2011
Ha partecipato ai Giochi Olimpici di Atene nel 2004 classificandosi 7º nella prova a squadre.
È stata capitano della nazionale Juniores nel 2002.

## Palmarès
Agli Europei giovanili del 2000 di Bonn ha vinto il bronzo nella prova a squadre.
Agli Europei 2002 di Berlino ha vinto il bronzo nella prova a squadre.
Agli Europei 2004 di Madrid ha vinto l'argento nel combinato e il bronzo nella prova a squadre.
Agli Europei 2008 di Eindhoven ha vinto l'argento nella prova a squadre e nel combinato.